# Pooglenitev
Pooglenitev ali karbonizacija je proces, v katerem ostanki dreves in drugih rastlin potonejo v blato, nanje se nato posedajo in kopičijo različni sedimenti. Nato se pričnejo dolgotrajni procesi pooglevanja, ki poteka pri povečanem pritisku in temperaturi v anaerobnih pogojih. Značilnost teh procesov je odsotnost kisika. Takšni pogoji se pojavijo v močvirjih, mulju, blatu in smoli. Organski ostanki se v procesu spreminjajo v ogljik, iz rastlinskih tkiv nastajajo premogi. Glede na stopnjo pooglenelosti ločimo več vrst premogov, to so:
- Lignit- ima nizko stopnjo pooglenelosti, vsebuje od 60% do 70% ogljika in med 35% do 73% vode. Različek lignita z ohranjeno lesno strukturo se imenuje ksilit.
- Rjavi premog- vsebuje do 77% ogljika in do 60% vode.
- Črni premog- proces njegovega poogljevanja je daljši kot pri rjavem premogu. Vsebuje od 77% do 93% ogljika in do 15% vode. Prvotna oblika rastline in njena notranja zgradba sta pri tem običajno zelo spremenjeni ali celo uničeni.
- Antracit- je premog z največjo stopnjo pooglenelosti, vsebuje nad 93% ogljika in manj kot 4% vode ter je drobljiv, neporozen, z običajno nerazločno strukturo prvotne rastline.